# 小行星5415
小行星5415（英語：5415 Lyanzuridi）是一颗围绕太阳公转的小行星。1978年10月3日，尼古拉·切爾尼赫在克里米亚发现了此天体。
这颗小行星的绝对星等为244.25994等。